# Katarzyna Pisarzewska
Katarzyna Pisarzewska (ur. 1976 w Legionowie) – polska pisarka, scenarzystka i autorka dialogów do filmów. Ukończyła socjologię na Uniwersytecie Warszawskim. Pracowała m.in. jako ankieterka, socjolog, kwiaciarka, a także jako wolontariuszka w Stowarzyszeniu Centrum Wolontariatu, Fundacji Promocji Kobiet oraz w Domu Dziecka w Chotomowie.
Mieszka w Legionowie.

## Twórczość

### Książki
Autorka wydała pięć książek:
1. Halo, Wikta!, Świat Książki, 2002, ISBN 83-7311-493-9[2]; powieść kryminalna
2. Wikta, ratuj!, Świat Książki, 2004, ISBN 83-7391-341-6[3]
3. Koncert łgarzy, Świat Książki, 2009, ISBN 978-83-247-1283-0[4]; powieść kryminalna
4. Zbieg okoliczności, Prószyński i S-ka, 2013, ISBN 978-83-7839-553-9[5]
5. Zmowa milczenia, Znak, 2014, ISBN 978-83-240-2605-0[6]

W 2005 roku opowiadanie Katarzyny Pisarzewskiej ukazało się w zbiorze 10 x miłość, Świat Książki, 2005, ISBN 83-7391-882-5

### Scenariusze i dialogi do seriali
Autorka pisze również scenariusze i dialogi do seriali.
- Brzydula, scenariusz[7] (odcinki: 7, 16, 27, 33-35, 41-42, 50, 58, 62, 64, 67-69, 71, 80-81, 85-86, 91-93, 97, 99, 104, 108, 114-115, 131, 134, 139, 141, 144, 147-148, 151, 153, 158-160, 162, 164, 169, 171), 2008–2009
- Na Wspólnej, dialogi, 2003–2009[7]

## Nagrody
Autorka zdobyła główną nagrodę w konkursie Klubu Świata Książki i magazynu Elle na najlepszą współczesną powieść dla kobiet Złote Pióro 2002 za książkę Halo, Wikta!.